# Conaea hispida
Conaea hispida är en kräftdjursart som beskrevs av Heron 1977. Conaea hispida ingår i släktet Conaea och familjen Oncaeidae. Inga underarter finns listade i Catalogue of Life.